# Callistemon rigidus
Callistemon rigidus (limpiatubo, también conocido con el nombre común de árbol del cepillo o escobillón rojo) es un arbusto de la familia de las mirtáceas, originario del estado de Nueva Gales del Sur en Australia, donde se encuentra en las cercanías de quebradas rocosas y en los pantanos próximos a la costa.

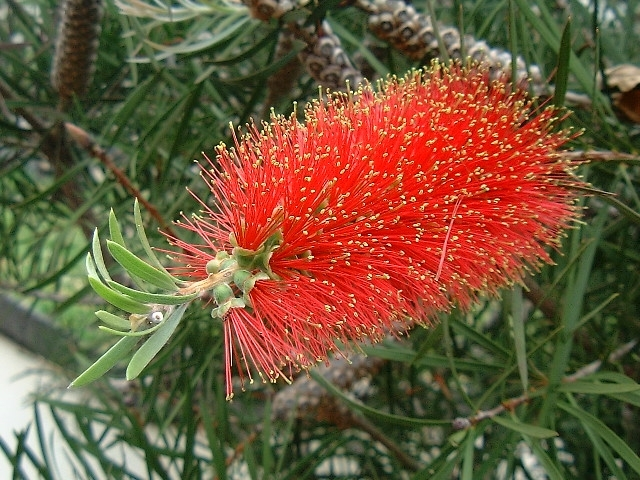
Inflorescencia

## Descripción
Alcanza entre 1 y 3 metros de altura con hojas de 3 a 7 cm de largo y 5 a 8 mm de ancho. Las espigas de flores alcanzan los 6 a 10 cm de longitud por 4 a 7 cm de diámetro. La venación de las hojas es claramente visible en ambos lados. Los estambres son de color rojo con las anteras de color oscuro.

## Cultivares
Cultivares seleccionados que incluye a:
- C. rigidus 'Crimson Spokes'
- C. rigidus 'Manson Bailey'
- C. rigidus 'Pendulous'

## Taxonomía
Callistemon rigidus fue descrita por  Robert Brown y publicado en Botanical Register; consisting of coloured . . . 5: t. 393. 1819.
Etimología
Callistemon: nombre genérico que proviene del griego, y significa de "estambres hermosos", aludiendo a lo espectacular de sus inflorescencias.
rigidus: epíteto latino que significa "rígida".
Sinonimia
- Metrosideros aspera Hoffmanns.
- Metrosideros glandulosa Desf.
- Metrosideros linearis Muhl. ex Willd.
- Metrosideros linifolia Dum.Cours.
- Metrosideros rigida Dum.Cours.
- Metrosideros rigidifolia Hoffmanns.[6][7]